# Teladoma
Teladoma is een geslacht van vlinders uit de familie prachtmotten (Cosmopterigidae).

## Soorten
- T. astigmatica (Meyrick, 1928)
- T. exigua Hodges, 1978
- T. habra Hodges, 1978
- T. helianthi Busck, 1932
- T. incana Hodges, 1962
- T. murina Hodges, 1962
- T. nebula Hodges, 1978
- T. tonia Hodges, 1978